# Етники Фони
„Етники Фони“ (на гръцки: «Εθνική Φωνή», в превод Народен глас) е гръцки вестник, издаван в леринското село Арменско (Алона), Гърция.

## История
Вестникът започва да излиза през май 1936 година и спира на следната 1937 година. Излиза на 10 дена. Издател на вестника е Симеон Станоев (Симеон Станоис) от гъркоманската фамилия Станоеви.